# Amphoridium californicum
Amphoridium californicum là một loài rêu trong họ Orthotrichaceae. Loài này được (Hampe ex Müll. Hal.) A. Jaeger mô tả khoa học đầu tiên năm 1874.